# سكيب هندرسون
سكيب هندرسون (27 سبتمبر 1965 - ) (بالإنجليزية: Skip Henderson)‏ هو لاعب كرة سلة أمريكي في مركز هجوم خلفي. لعب مع Marshall Thundering Herd ‏.

## وصلات خارجية
- سكيب هندرسون على موقع كلية كرة السلة في سبورتس رفرنس.كوم (الإنجليزية)